# 世界麻雀選手権
世界麻雀選手権（せかいマージャンせんしゅけん、英語: World Mahjong Championship）は、世界麻雀組織（WMO）が主管する麻雀の世界大会である。大会の準備自体は開催国の団体が行う。通称、WMC。中国語では世界麻将锦标赛と表記する。

## 歴史
麻雀はその発明以来、世界各地に普及していったが、ルール自体は普及した場所で手を加えられて発達したため、長い間、統一したルールが存在しなかった。しかし、1998年1月に中華人民共和国で麻雀が255番目のスポーツとして認定され、9月に中国国家体育総局が制定する国際標準ルールが作られると、2002年10月23日に日本のホテルグランドパレスでそのルールを用いた「2002世界麻雀選手権大会」が開催された。当初は中国の寧波で予定されていた。個人部門では日本の初音舞が優勝し、団体部門でも日本の麻雀棋士奨励会選抜Bチームが優勝した。ただし、この大会は公式には第1回として数えられていない。そして2005年10月に世界麻雀組織が設立されると、2007年11月1日から5日間にかけて「第1回世界麻雀選手権大会」が中国の四川省成都で開催された。この大会では、個人部門で中国人大学生の李立が優勝し、団体部門でも同じく中国の中国山西介休隊が優勝した。
この第1回世界選手権が開催される前に、同年6月15日にマカオでWorld Mahjong ltd.(WML)という営利企業による2007世界麻雀大会（WSOM）が開催されている。この大会は総額100万ドルの賞金を設定し、優勝者には50万ドルが支払われた。ただし、この大会は単なる私企業による大会であるためWMOとは一切かかわりがなく、この記事で書かれている世界麻雀選手権とは何の繋がりもない。
2010年8月27日には、オランダのユトレヒトで第2回大会が開催される予定である。

## 優勝者

### 個人部門
| 番号 | 優勝               | 2位                            | 3位                        |
| ---- | ------------------ | ------------------------------ | -------------------------- |
| 2002 | 初音舞             | ジョン・オコーナー             | 池谷雄一                   |
| 1    | 李立（リー・リー） | 張章飛（チャン・チャンフェイ） | 今枝実                     |
| 2    | 焦霊花             | Olivier Boivin                 | Elisabeth Frischenschlager |

### 団体部門
| 番号 | 優勝                      | 2位            | 3位                    |
| ---- | ------------------------- | -------------- | ---------------------- |
| 2002 | 麻雀棋士奨励会選抜Bチーム | 広州           | 日本健康麻将協会選抜   |
| 1    | 中国山西介休隊            | 中国上海張江隊 | 日本麻将体育協会大阪隊 |
| 2    | 中国                      | フランス       | デンマーク             |

### 会場
| 期間                | 大会名              | 場所                      | 会場                                     |
| ------------------- | ------------------- | ------------------------- | ---------------------------------------- |
| 2002年10月23日      | 2002世界麻雀選手権  | 日本 東京都千代田区飯田橋 | ホテルグランドパレス                     |
| 2007年11月1日-6日   | 第1回世界麻雀選手権 | 中国 四川省成都           | 紅珠山賓館                               |
| 2010年8月27日-29日  | 第2回世界麻雀選手権 | オランダ ユトレヒト       | Nationaal Denksport Centrum 'Den Hommel' |
| 2012年10月27日-29日 | 第3回世界麻雀選手権 | 中国 四川省重慶           |                                          |

## 関連記事
- 麻雀
- 中国麻雀
- 競技麻雀
- 世界麻雀組織
- 世界麻雀大会（WSOM）